# 克隆培养
克隆培养（clonal cell culture）指单细胞培养，使之无性繁殖获得克隆细胞株的方法。有采用在每一毛细管内滴一滴培养液，各自放入一个细胞进行培养的方法；但一般是在培养皿中使细胞相互间维持一定的间隔，培养极少量的细胞以使各个细胞得以增殖。对多细胞动物细胞进行培养时，如果每一定量的培养基中细胞密度过低，则维持培养和繁殖是困难的。克隆培养法开始仅限于极少数细胞株是可能的。但现在已有不少成功的例子，从动物体直接采样也可成功地进行克隆培养。这里培养基的选择极是其重要的，而且常常必须使用条件培养基。